# Minas Gerais FC
Minas Gerais FC was een Braziliaanse voetbalclub uit de stad São Paulo in de staat São Paulo.

## Geschiedenis
De club werd opgericht in 1910 en werd vernoemd naar een schip. De club speelde een aantal seizoenen in het Campeonato Paulista. In 1924 wijzigde de club de naam in Braz Athletic Club en in 1925 in Auto Sport Club. In 1927 ging de club op in Auto-Audax.